# پرویز عدل
پرویز عدل (۲۱ مرداد ۱۳۰۲ – ۸ بهمن ۱۳۹۵ بوستون آمریکا) دیپلمات ایرانی بود.
پدر او فضل‌الله عدل، صاحب منصب عالی‌رتبه دولت، پدربزرگش سید حسن عدل‌الملک از بزرگان تبریز در دوره قاجار و مادرش ماری‌لوئیس از خوانندگان سرشناس اپرا در انگلستان بود. دوران کودکی و نوجوانی را در خوی و تبریز گذراند و در سال ۱۳۲۵ در رشته حقوق از دانشگاه تهران فارغ‌التحصیل شد. مدرک دکترای خود را در سال ۱۳۳۱ از دانشگاه کاتولیک لوون در بلژیک دریافت کرد.
عدل پس از بازگشت به ایران ابتدا در اداره اطلاعات و دیپلماسی وابسته به سازمان ملل متحد در تهران سرگرم کار شد و در همان ایام با هما اتحادیه ازدواج کرد و باجناق دکتر مصطفی مصباح‌زاده بنیان‌گذار مؤسسه کیهان شد. در سال ۱۳۳۳ در دولت سپهبد زاهدی نخست وزیر وقت، به سرپرستی اداره انتشارات و تبلیغات و سخنگویی دولت رسید و همین سمت را در دولت حسین علاء نیز حفظ کرد.
در سال‌های بعد به عنوان وابسته فرهنگی و مطبوعاتی برخی از سفارتخانه‌های ایران در اروپا فعالیت کرد تا آنکه به عنوان سرکنسول ایران در سان فرانسیسکو و سپس سفیر ایران در کانادا منصوب شد. شش ماه پیش از انقلاب در مقام سفیر فوق‌العاده ایران در برزیل به آن کشور رفت. پس از انقلاب با همسرش که مایل به بازگشت به ایران بود متارکه کرد و به ترکیه رفت. پس از دو سال به بوستون رفت و به علت بیماری پارکینسون در روز ۲۸ ژانویه ۲۰۱۶ در همان شهر درگذشت.

## نوشته‌ها
- من ... سید اولاد پغمبر، نواده ... وزیر جنگ آمریکا (لس آنجلس: شرکت کتاب، ۱۹۹۹)
- خانه ما در فیشرآباد (لس آنجلس: شرکت کتاب، ۲۰۰۴)